# Strzydzawek
Strzydzawek – przysiółek wsi Łapsze Niżne położony w Polsce, w województwie małopolskim, w powiecie nowotarskim, w gminie Łapsze Niżne. 
W latach 1975–1998 miejscowość administracyjnie należała do województwa nowosądeckiego. 